# Élections départementales de 2015 dans la Haute-Marne
Les élections départementales ont lieu les 22 et 29 mars 2015.

## Contexte départemental

### Assemblée départementale sortante
Avant les élections, le conseil général de la Haute-Marne est présidé par Bruno Sido, membre de l'Union pour un mouvement populaire.
Il comprend 32 conseillers généraux issus des 32 cantons de la Haute-Marne.
Après le redécoupage cantonal de 2014, ce sont 34 conseillers qui seront élus au sein des 17 nouveaux cantons de la Haute-Marne.
| Parti                             | Sigle | Sigle | Élus |
| --------------------------------- | ----- | ----- | ---- |
| Majorité (21 sièges)              |       |       |      |
| Union pour un mouvement populaire |       | UMP   | 13   |
| Divers droite                     |       | DVD   | 8    |
| Opposition (7 sièges)             |       |       |      |
| Parti socialiste                  |       | PS    | 4    |
| Parti communiste français         |       | PCF   | 2    |
| Divers gauche                     |       | DVG   | 1    |
| Indépendant (4 sièges)            |       |       |      |
| Divers gauche                     |       | DVG   | 2    |
| Divers droite                     |       | DVD   | 1    |
| Mouvement démocrate               |       | MoDem | 1    |
| Président du conseil général      |       |       |      |
| Bruno Sido (UMP)                  |       |       |      |

### Assemblée départementale élue
| Parti                              | Sigle | Sigle | Élus |
| ---------------------------------- | ----- | ----- | ---- |
| Majorité (28 sièges)               |       |       |      |
| Divers droite                      |       | DVD   | 15   |
| Union pour un mouvement populaire  |       | UMP   | 13   |
| Opposition (6 sièges)              |       |       |      |
| Front national                     |       | FN    | 4    |
| Parti socialiste                   |       | PS    | 2    |
| Président du Conseil départemental |       |       |      |
| Bruno Sido (UMP)                   |       |       |      |

## Résultats à l'échelle du département

### Résultats par nuances du ministère de l'Intérieur
Les nuances utilisées par le ministère de l'Intérieur ne tiennent pas compte des alliances locales.
| Binômes     | Binômes            | Premier tour | Premier tour | Second tour | Second tour | Sièges |
| Binômes     | Binômes            | Voix         | %            | Voix        | %           | Sièges |
| ----------- | ------------------ | ------------ | ------------ | ----------- | ----------- | ------ |
|             | DVD                | 21 364       | 31,72        | 14 749      | 27,23       | 16     |
|             | UMP                | 8 474        | 12,58        | 11 576      | 21,37       | 12     |
| Droite      | Droite             | 29 838       | 44,30        | 26 325      | 48,60       | 28     |
|             |                    |              |              |             |             |        |
|             | FN                 | 23 650       | 35,12        | 17 527      | 32,35       | 4      |
|             |                    |              |              |             |             |        |
|             | PS                 | 8 296        | 12,32        | 7 593       | 14,02       | 2      |
|             | Union de la gauche | 2 502        | 3,72         | 2 728       | 5,04        | 0      |
|             | DVG                | 1 428        | 2,12         |             |             |        |
|             | PCF                | 1 322        | 1,96         |             |             |        |
|             | FG                 | 306          | 0,45         |             |             |        |
| Gauche      | Gauche             | 13 854       | 20,57        | 10 321      | 19,06       | 2      |
|             |                    |              |              |             |             |        |
| Inscrits    | Inscrits           | 136 691      | 100,00       | 112 289     | 100,00      |        |
| Abstentions | Abstentions        | 64 355       | 47,08        | 53 320      | 47,48       |        |
| Votants     | Votants            | 72 336       | 52,92        | 58 969      | 52,52       |        |
| Blancs      | Blancs             | 3 359        | 4,64         | 3 286       | 5,57        |        |
| Nuls        | Nuls               | 1 635        | 2,26         | 1 510       | 2,56        |        |
| Exprimés    | Exprimés           | 67 342       | 93,10        | 54 173      | 91,87       |        |

### Résultats par canton
| Canton                | Conseiller sortant       | Parti               | Parti       | Conseiller élu           | Parti           | Parti           |
| --------------------- | ------------------------ | ------------------- | ----------- | ------------------------ | --------------- | --------------- |
| Andelot-Blancheville  | Jean-Philippe Geoffroy   |                     | DVD         | Canton supprimé          | Canton supprimé | Canton supprimé |
| Arc-en-Barrois        | Yvette Rossigneux        |                     | UMP         | Canton supprimé          | Canton supprimé | Canton supprimé |
| Auberive              | Patrick Berthelon*       |                     | UMP         | Canton supprimé          | Canton supprimé | Canton supprimé |
| Bologne               | Canton créé              | Canton créé         | Canton créé | Brigitte Fischer-Patriat |                 | UMP             |
| Bologne               | Canton créé              | Canton créé         | Canton créé | Nicolas Lacroix          |                 | UMP             |
| Bourbonne-les-Bains   | Philippe Escudier*       |                     | UMP         | André Noirot             |                 | UMP             |
| Bourbonne-les-Bains   | Philippe Escudier*       | Mireille Ravenel    | UMP         |                          | UMP             |                 |
| Bourmont              | André Deguis*            |                     | PS          | Canton supprimé          | Canton supprimé | Canton supprimé |
| Chalindrey            | Canton créé              | Canton créé         | Canton créé | Bernard Gendro           |                 | DVD             |
| Chalindrey            | Canton créé              | Canton créé         | Canton créé | Véronique Michel         |                 | UMP             |
| Châteauvillain        | Marie-Claude Lavocat     |                     | UMP         | Marie-Claude Lavocat     |                 | DVD             |
| Châteauvillain        | Marie-Claude Lavocat     | Stéphane Martinelli | UMP         |                          | DVD             |                 |
| Chaumont-Nord         | Gérard Groslambert       |                     | UMP         | Canton supprimé          | Canton supprimé | Canton supprimé |
| Chaumont-Sud          | Paul Flamérion           |                     | UMP         | Canton supprimé          | Canton supprimé | Canton supprimé |
| Chaumont-1            | Canton créé              | Canton créé         | Canton créé | Karine Colombo           |                 | DVD             |
| Chaumont-1            | Canton créé              | Canton créé         | Canton créé | Gérard Groslambert       |                 | DVD             |
| Chaumont-2            | Canton créé              | Canton créé         | Canton créé | Céline Brasseur          |                 | UMP             |
| Chaumont-2            | Canton créé              | Canton créé         | Canton créé | Paul Fournié             |                 | UMP             |
| Chaumont-3            | Canton créé              | Canton créé         | Canton créé | Paul Flamerion           |                 | DVD             |
| Chaumont-3            | Canton créé              | Canton créé         | Canton créé | Catherine Pazdzior       |                 | DVD             |
| Chevillon             | Christian Dubois         |                     | DVD         | Canton supprimé          | Canton supprimé | Canton supprimé |
| Clefmont              | Jean Schwab*             |                     | DVD         | Canton supprimé          | Canton supprimé | Canton supprimé |
| Doulaincourt-Saucourt | Thierry Delong*          |                     | UMP         | Canton supprimé          | Canton supprimé | Canton supprimé |
| Doulevant-le-Château  | Jean-Marc Fèvre*         |                     | DVD         | Canton supprimé          | Canton supprimé | Canton supprimé |
| Eurville-Bienville    | Canton créé              | Canton créé         | Canton créé | Nicolas Convolte         |                 | FN              |
| Eurville-Bienville    | Canton créé              | Canton créé         | Canton créé | Nadine Marchand          |                 | FN              |
| Fayl-Billot           | Bernard Gendrot          |                     | DVD         | Canton supprimé          | Canton supprimé | Canton supprimé |
| Joinville             | Bertrand Ollivier        |                     | DVD         | Astrid Huguenin          |                 | DVD             |
| Joinville             | Bertrand Ollivier        | Bertrand Ollivier   | DVD         |                          | DVD             |                 |
| Juzennecourt          | Stéphane Martinelli      |                     | DVD         | Canton supprimé          | Canton supprimé | Canton supprimé |
| Laferté-sur-Amance    | Jean-François Guéniot    |                     | DVG         | Canton supprimé          | Canton supprimé | Canton supprimé |
| Langres               | Didier Jannaud*          |                     | PS          | Anne Cardinal            |                 | PS              |
| Langres               | Didier Jannaud*          | Nicolas Fuertes     | PS          |                          | PS              |                 |
| Longeau-Percey        | Jean-François Edme*      |                     | PS          | Canton supprimé          | Canton supprimé | Canton supprimé |
| Montier-en-Der        | Eric Krezel              |                     | DVG         | Canton supprimé          | Canton supprimé | Canton supprimé |
| Neuilly-l'Évêque      | Francis Arnoud           |                     | UMP         | Canton supprimé          | Canton supprimé | Canton supprimé |
| Nogent                | Anne-Marie Nedelec       |                     | DVD         | Francis Arnoud           |                 | DVD             |
| Nogent                | Anne-Marie Nedelec       | Anne-Marie Nedelec  | DVD         |                          | DVD             |                 |
| Poissons              | Antoine Allemeersch*     |                     | UMP         | Fabienne Schollhammer    |                 | UMP             |
| Poissons              | Antoine Allemeersch*     | Bruno Sido          | UMP         |                          | UMP             |                 |
| Prauthoy              | Jean-Michel Rabiet       |                     | UMP         | Canton supprimé          | Canton supprimé | Canton supprimé |
| Saint-Blin            | Bruno Sido               |                     | UMP         | Canton supprimé          | Canton supprimé | Canton supprimé |
| Saint-Dizier-Centre   | Élisabeth Robert-Dehault |                     | UMP         | Canton supprimé          | Canton supprimé | Canton supprimé |
| Saint-Dizier-Nord-Est | Jean-Luc Bouzon*         |                     | PCF         | Canton supprimé          | Canton supprimé | Canton supprimé |
| Saint-Dizier-Ouest    | Philippe Bossois*        |                     | UMP         | Canton supprimé          | Canton supprimé | Canton supprimé |
| Saint-Dizier-Sud-Est  | Marcelle Fontaine*       |                     | PCF         | Canton supprimé          | Canton supprimé | Canton supprimé |
| Saint-Dizier-1        | Canton créé              | Canton créé         | Canton créé | Luc Hispart              |                 | FN              |
| Saint-Dizier-1        | Canton créé              | Canton créé         | Canton créé | Laurence Robert-Dehault  |                 | FN              |
| Saint-Dizier-2        | Canton créé              | Canton créé         | Canton créé | Jean-Michel Feuillet     |                 | UMP             |
| Saint-Dizier-2        | Canton créé              | Canton créé         | Canton créé | Élisabeth Robert-Dehault |                 | UMP             |
| Saint-Dizier-3        | Canton créé              | Canton créé         | Canton créé | Rachel Blanc             |                 | DVD             |
| Saint-Dizier-3        | Canton créé              | Canton créé         | Canton créé | Mokhtar Kahlal           |                 | DVD             |
| Terre-Natale          | Pierre Rousselot*        |                     | DVD         | Canton supprimé          | Canton supprimé | Canton supprimé |
| Val-de-Meuse          | Jean Lipp*               |                     | MoDem       | Canton supprimé          | Canton supprimé | Canton supprimé |
| Vignory               | Denis Maillot            |                     | PS          | Canton supprimé          | Canton supprimé | Canton supprimé |
| Villegusien-le-Lac    | Canton créé              | Canton créé         | Canton créé | Jean-Michel Rabiet       |                 | UMP             |
| Villegusien-le-Lac    | Canton créé              | Canton créé         | Canton créé | Yvette Rossigneux        |                 | UMP             |
| Wassy                 | Jacques Labarre          |                     | DVG         | Laurent Gouverneur       |                 | DVD             |
| Wassy                 | Jacques Labarre          | Anne Leduc          | DVG         |                          | DVD             |                 |

## Résultats par canton

### Canton de Bologne
| Candidats            | Candidats                | Partis      | Partis      | Premier tour | Premier tour | Second tour | Second tour |
| Candidats            | Candidats                | Partis      | Partis      | Voix         | %            | Voix        | %           |
| -------------------- | ------------------------ | ----------- | ----------- | ------------ | ------------ | ----------- | ----------- |
| 1                    | Brigitte Fischer-Patriat |             | UMP         | 1 624        | 34,84        | 1 893       | 38,22       |
| 1                    | Nicolas Lacroix          |             | UMP         | 1 624        | 34,84        | 1 893       | 38,22       |
| 2                    | Denis Maillot*           |             | PS          | 1 408        | 30,21        | 1 400       | 28,27       |
| 2                    | Catherine Michel         |             | PS          | 1 408        | 30,21        | 1 400       | 28,27       |
| 3                    | Aude Châtelain           |             | FN          | 1 629        | 34,95        | 1 660       | 33,52       |
| 3                    | Frédéric Fabre           |             | FN          | 1 629        | 34,95        | 1 660       | 33,52       |
|                      |                          |             |             |              |              |             |             |
| Inscrits             | Inscrits                 | Inscrits    | Inscrits    | 8 270        | 100,00       | 8 271       | 100,00      |
| Abstentions          | Abstentions              | Abstentions | Abstentions | 3 314        | 40,07        | 3 112       | 37,63       |
| Votants              | Votants                  | Votants     | Votants     | 4 956        | 59,93        | 5 159       | 62,37       |
| Blancs               | Blancs                   | Blancs      | Blancs      | 182          | 3,67         | 151         | 2,93        |
| Nuls                 | Nuls                     | Nuls        | Nuls        | 113          | 2,28         | 55          | 1,07        |
| Exprimés             | Exprimés                 | Exprimés    | Exprimés    | 4 661        | 94,05        | 4 953       | 96,01       |
| * conseiller sortant |                          |             |             |              |              |             |             |

### Canton de Bourbonne-les-Bains
| Candidats            | Candidats        | Partis      | Partis      | Premier tour | Premier tour | Second tour | Second tour |
| Candidats            | Candidats        | Partis      | Partis      | Voix         | %            | Voix        | %           |
| -------------------- | ---------------- | ----------- | ----------- | ------------ | ------------ | ----------- | ----------- |
| 1                    | Martine Notat    |             | DVD         | 907          | 24,06        |             |             |
| 1                    | Pierre Thomas    |             | DVD         | 907          | 24,06        |             |             |
| 2                    | André Noirot*    |             | UMP         | 1 548        | 41,06        | 2 246       | 59,80       |
| 2                    | Mireille Ravenel |             | UMP         | 1 548        | 41,06        | 2 246       | 59,80       |
| 3                    | Francine Claudon |             | FN          | 1 315        | 34,88        | 1 510       | 40,20       |
| 3                    | Lionel Denizet   |             | FN          | 1 315        | 34,88        | 1 510       | 40,20       |
|                      |                  |             |             |              |              |             |             |
| Inscrits             | Inscrits         | Inscrits    | Inscrits    | 7 665        | 100,00       | 7 663       | 100,00      |
| Abstentions          | Abstentions      | Abstentions | Abstentions | 3 558        | 46,42        | 3 506       | 45,75       |
| Votants              | Votants          | Votants     | Votants     | 4 107        | 53,58        | 1 157       | 54,25       |
| Blancs               | Blancs           | Blancs      | Blancs      | 198          | 4,82         | 272         | 3,55        |
| Nuls                 | Nuls             | Nuls        | Nuls        | 139          | 3,38         | 129         | 1,68        |
| Exprimés             | Exprimés         | Exprimés    | Exprimés    | 3 770        | 91,79        | 3 756       | 90,35       |
| * conseiller sortant |                  |             |             |              |              |             |             |

### Canton de Chalindrey
| Candidats            | Candidats              | Partis      | Partis      | Premier tour | Premier tour | Second tour | Second tour |
| Candidats            | Candidats              | Partis      | Partis      | Voix         | %            | Voix        | %           |
| -------------------- | ---------------------- | ----------- | ----------- | ------------ | ------------ | ----------- | ----------- |
| 1                    | Jean-François Gueniot* |             | PS          | 1 490        | 29,42        | 1 571       | 30,13       |
| 1                    | Marie Perrin           |             | PS          | 1 490        | 29,42        | 1 571       | 30,13       |
| 2                    | Bernard Gendrot*       |             | DVD         | 2 118        | 41,82        | 2 222       | 42,62       |
| 2                    | Véronique Michel       |             | DVD         | 2 118        | 41,82        | 2 222       | 42,62       |
| 3                    | Fabienne Millot        |             | FN          | 1 456        | 28,75        | 1 421       | 27,25       |
| 3                    | Gérard Terrillon       |             | FN          | 1 456        | 28,75        | 1 421       | 27,25       |
|                      |                        |             |             |              |              |             |             |
| Inscrits             | Inscrits               | Inscrits    | Inscrits    | 8 902        | 100,00       | 8 886       | 100,00      |
| Abstentions          | Abstentions            | Abstentions | Abstentions | 3 564        | 40,04        | 3 484       | 39,21       |
| Votants              | Votants                | Votants     | Votants     | 5 338        | 59,96        | 5 402       | 60,79       |
| Blancs               | Blancs                 | Blancs      | Blancs      | 156          | 2,92         | 119         | 1,34        |
| Nuls                 | Nuls                   | Nuls        | Nuls        | 118          | 2,21         | 69          | 0,78        |
| Exprimés             | Exprimés               | Exprimés    | Exprimés    | 5 064        | 94,87        | 5 214       | 96,52       |
| * conseiller sortant |                        |             |             |              |              |             |             |

### Canton de Châteauvillain
| Candidats            | Candidats             | Partis      | Partis      | Premier tour | Premier tour |
| Candidats            | Candidats             | Partis      | Partis      | Voix         | %            |
| -------------------- | --------------------- | ----------- | ----------- | ------------ | ------------ |
| 1                    | Marie-Claude Lavocat* |             | DVD         | 2 134        | 59,24        |
| 1                    | Stéphane Martinelli*  |             | DVD         | 2 134        | 59,24        |
| 2                    | Nadine Küng           |             | FN          | 1 468        | 40,76        |
| 2                    | Roland Magisson       |             | FN          | 1 468        | 40,76        |
|                      |                       |             |             |              |              |
| Inscrits             | Inscrits              | Inscrits    | Inscrits    | 7 631        | 100,00       |
| Abstentions          | Abstentions           | Abstentions | Abstentions | 3 543        | 46,43        |
| Votants              | Votants               | Votants     | Votants     | 4 088        | 53,57        |
| Blancs               | Blancs                | Blancs      | Blancs      | 319          | 7,80         |
| Nuls                 | Nuls                  | Nuls        | Nuls        | 167          | 4,09         |
| Exprimés             | Exprimés              | Exprimés    | Exprimés    | 3 602        | 88,11        |
| * conseiller sortant |                       |             |             |              |              |

### Canton de Chaumont-1
| Candidats            | Candidats           | Partis      | Partis      | Premier tour | Premier tour | Second tour | Second tour |
| Candidats            | Candidats           | Partis      | Partis      | Voix         | %            | Voix        | %           |
| -------------------- | ------------------- | ----------- | ----------- | ------------ | ------------ | ----------- | ----------- |
| 1                    | Éric Thomas         |             | PS          | 972          | 28,02        | 1 069       | 34,84       |
| 1                    | Éloïse Venancio     |             | PS          | 972          | 28,02        | 1 069       | 34,84       |
| 2                    | Stéphanie Claude    |             | FN          | 852          | 24,56        |             |             |
| 2                    | Pierre Thevenot     |             | FN          | 852          | 24,56        |             |             |
| 3                    | Karine Colombo      |             | DVD         | 1 645        | 47,42        | 1 999       | 65,16       |
| 3                    | Gérard Groslambert* |             | DVD         | 1 645        | 47,42        | 1 999       | 65,16       |
|                      |                     |             |             |              |              |             |             |
| Inscrits             | Inscrits            | Inscrits    | Inscrits    | 7 369        | 100,00       | 7 369       | 100,00      |
| Abstentions          | Abstentions         | Abstentions | Abstentions | 3 622        | 49,15        | 3 908       | 53,03       |
| Votants              | Votants             | Votants     | Votants     | 3 747        | 50,85        | 3 461       | 46,97       |
| Blancs               | Blancs              | Blancs      | Blancs      | 200          | 5,34         | 263         | 3,57        |
| Nuls                 | Nuls                | Nuls        | Nuls        | 78           | 2,08         | 130         | 1,76        |
| Exprimés             | Exprimés            | Exprimés    | Exprimés    | 3 469        | 92,58        | 3 068       | 88,64       |
| * conseiller sortant |                     |             |             |              |              |             |             |

### Canton de Chaumont-2
| Candidats            | Candidats               | Partis      | Partis      | Premier tour | Premier tour | Second tour | Second tour |
| Candidats            | Candidats               | Partis      | Partis      | Voix         | %            | Voix        | %           |
| -------------------- | ----------------------- | ----------- | ----------- | ------------ | ------------ | ----------- | ----------- |
| 1                    | Céline Brasseur         |             | UMP         | 759          | 25,88        | 1 549       | 62,48       |
| 1                    | Paul Fournié            |             | UMP         | 759          | 25,88        | 1 549       | 62,48       |
| 2                    | Solène Gosselet         |             | FN          | 622          | 21,21        |             |             |
| 2                    | Alex Pellouard          |             | FN          | 622          | 21,21        |             |             |
| 3                    | Bérangère Abba          |             | DVD         | 311          | 10,60        |             |             |
| 3                    | Cyril de Rouvre         |             | DVD         | 311          | 10,60        |             |             |
| 4                    | Jean-Philippe Geoffroy* |             | DVD         | 615          | 20,97        |             |             |
| 4                    | Alexia Moreno           |             | DVD         | 615          | 20,97        |             |             |
| 5                    | Catherine Pouget        |             | PS          | 626          | 21,34        | 930         | 37,52       |
| 5                    | Michel Sulter           |             | PS          | 626          | 21,34        | 930         | 37,52       |
|                      |                         |             |             |              |              |             |             |
| Inscrits             | Inscrits                | Inscrits    | Inscrits    | 6 397        | 100,00       | 6 394       | 100,00      |
| Abstentions          | Abstentions             | Abstentions | Abstentions | 3 232        | 50,52        | 3 537       | 55,32       |
| Votants              | Votants                 | Votants     | Votants     | 3 165        | 49,48        | 2 857       | 44,68       |
| Blancs               | Blancs                  | Blancs      | Blancs      | 166          | 5,24         | 243         | 3,80        |
| Nuls                 | Nuls                    | Nuls        | Nuls        | 66           | 2,09         | 135         | 2,11        |
| Exprimés             | Exprimés                | Exprimés    | Exprimés    | 2 933        | 92,67        | 2 479       | 86,77       |
| * conseiller sortant |                         |             |             |              |              |             |             |

### Canton de Chaumont-3
| Candidats            | Candidats          | Partis      | Partis      | Premier tour | Premier tour | Second tour | Second tour |
| Candidats            | Candidats          | Partis      | Partis      | Voix         | %            | Voix        | %           |
| -------------------- | ------------------ | ----------- | ----------- | ------------ | ------------ | ----------- | ----------- |
| 1                    | Axel Causin        |             | PS          | 1 020        | 30,43        | 1 156       | 40,63       |
| 1                    | Yasmina El-Faqir   |             | PS          | 1 020        | 30,43        | 1 156       | 40,63       |
| 2                    | Sophie Dirvang     |             | FN          | 969          | 28,91        |             |             |
| 2                    | François Vivien    |             | FN          | 969          | 28,91        |             |             |
| 3                    | Paul Flamerion*    |             | DVD         | 1 363        | 40,66        | 1 689       | 59,37       |
| 3                    | Catherine Pazdzior |             | DVD         | 1 363        | 40,66        | 1 689       | 59,37       |
|                      |                    |             |             |              |              |             |             |
| Inscrits             | Inscrits           | Inscrits    | Inscrits    | 7 784        | 100,00       | 7 784       | 100,00      |
| Abstentions          | Abstentions        | Abstentions | Abstentions | 4 142        | 53,21        | 4 482       | 57,58       |
| Votants              | Votants            | Votants     | Votants     | 3 642        | 46,79        | 3 302       | 42,42       |
| Blancs               | Blancs             | Blancs      | Blancs      | 193          | 5,30         | 323         | 4,15        |
| Nuls                 | Nuls               | Nuls        | Nuls        | 97           | 2,66         | 134         | 1,72        |
| Exprimés             | Exprimés           | Exprimés    | Exprimés    | 3 352        | 92,04        | 2 845       | 86,16       |
| * conseiller sortant |                    |             |             |              |              |             |             |

### Canton d'Eurville-Bienville
| Candidats            | Candidats         | Partis      | Partis      | Premier tour | Premier tour |
| Candidats            | Candidats         | Partis      | Partis      | Voix         | %            |
| -------------------- | ----------------- | ----------- | ----------- | ------------ | ------------ |
| 1                    | Nicolas Convolte  |             | FN          | 1 780        | 50,35        |
| 1                    | Nadine Marchand   |             | FN          | 1 780        | 50,35        |
| 2                    | Christian Dubois* |             | DVD         | 1 755        | 49,65        |
| 2                    | Virginie Gerevic  |             | DVD         | 1 755        | 49,65        |
|                      |                   |             |             |              |              |
| Inscrits             | Inscrits          | Inscrits    | Inscrits    | 6 917        | 100,00       |
| Abstentions          | Abstentions       | Abstentions | Abstentions | 3 102        | 44,85        |
| Votants              | Votants           | Votants     | Votants     | 3 815        | 55,15        |
| Blancs               | Blancs            | Blancs      | Blancs      | 169          | 4,43         |
| Nuls                 | Nuls              | Nuls        | Nuls        | 111          | 2,91         |
| Exprimés             | Exprimés          | Exprimés    | Exprimés    | 3 535        | 92,66        |
| * conseiller sortant |                   |             |             |              |              |

### Canton de Joinville
| Candidats            | Candidats             | Partis      | Partis      | Premier tour | Premier tour | Second tour | Second tour |
| Candidats            | Candidats             | Partis      | Partis      | Voix         | %            | Voix        | %           |
| -------------------- | --------------------- | ----------- | ----------- | ------------ | ------------ | ----------- | ----------- |
| 1                    | Cécilia Barbier-Brion |             | DVD         | 466          | 10,36        |             |             |
| 1                    | Cédric Michelot       |             | DVD         | 466          | 10,36        |             |             |
| 2                    | Gérard Mattera        |             | PCF         | 400          | 8,89         |             |             |
| 2                    | Patricia Petronelli   |             | PCF         | 400          | 8,89         |             |             |
| 3                    | Astrid Huguenin       |             | DVD         | 1 820        | 40,44        | 2 820       | 58,88       |
| 3                    | Bertrand Ollivier*    |             | DVD         | 1 820        | 40,44        | 2 820       | 58,88       |
| 4                    | Benjamin Fevre        |             | FN          | 1 814        | 40,31        | 1 969       | 41,12       |
| 4                    | Nicole Le Corre       |             | FN          | 1 814        | 40,31        | 1 969       | 41,12       |
|                      |                       |             |             |              |              |             |             |
| Inscrits             | Inscrits              | Inscrits    | Inscrits    | 8 730        | 100,00       | 8 719       | 100,00      |
| Abstentions          | Abstentions           | Abstentions | Abstentions | 3 996        | 45,77        | 3 646       | 41,82       |
| Votants              | Votants               | Votants     | Votants     | 4 734        | 54,23        | 5 073       | 58,18       |
| Blancs               | Blancs                | Blancs      | Blancs      | 143          | 3,02         | 196         | 2,25        |
| Nuls                 | Nuls                  | Nuls        | Nuls        | 91           | 1,92         | 88          | 1,01        |
| Exprimés             | Exprimés              | Exprimés    | Exprimés    | 4 500        | 95,06        | 4 789       | 94,40       |
| * conseiller sortant |                       |             |             |              |              |             |             |

### Canton de Langres
| Candidats   | Candidats           | Partis      | Partis      | Premier tour | Premier tour | Second tour | Second tour |
| Candidats   | Candidats           | Partis      | Partis      | Voix         | %            | Voix        | %           |
| ----------- | ------------------- | ----------- | ----------- | ------------ | ------------ | ----------- | ----------- |
| 1           | Alain Chary         |             | FN          | 1 195        | 26,83        | 1 514       | 36,60       |
| 1           | Francine Lesserteur |             | FN          | 1 195        | 26,83        | 1 514       | 36,60       |
| 2           | Sophie Delong       |             | DVD         | 1 107        | 24,85        |             |             |
| 2           | Jacky Maugras       |             | DVD         | 1 107        | 24,85        |             |             |
| 3           | Annick Flot         |             | DVD         | 779          | 17,49        |             |             |
| 3           | Jean-Marc Mollet    |             | DVD         | 779          | 17,49        |             |             |
| 4           | Anne Cardinal       |             | PS          | 1 373        | 30,83        | 2 623       | 63,40       |
| 4           | Nicolas Fuertes     |             | PS          | 1 373        | 30,83        | 2 623       | 63,40       |
|             |                     |             |             |              |              |             |             |
| Inscrits    | Inscrits            | Inscrits    | Inscrits    | 9 084        | 100,00       | 9 081       | 100,00      |
| Abstentions | Abstentions         | Abstentions | Abstentions | 4 385        | 48,27        | 4 451       | 49,01       |
| Votants     | Votants             | Votants     | Votants     | 4 699        | 51,73        | 4 630       | 50,99       |
| Blancs      | Blancs              | Blancs      | Blancs      | 157          | 3,34         | 351         | 3,87        |
| Nuls        | Nuls                | Nuls        | Nuls        | 88           | 1,87         | 142         | 1,56        |
| Exprimés    | Exprimés            | Exprimés    | Exprimés    | 4 454        | 94,79        | 4 137       | 89,35       |

### Canton de Nogent
| Candidats            | Candidats           | Partis      | Partis      | Premier tour | Premier tour |
| Candidats            | Candidats           | Partis      | Partis      | Voix         | %            |
| -------------------- | ------------------- | ----------- | ----------- | ------------ | ------------ |
| 1                    | Francis Arnoud*     |             | DVD         | 2 857        | 63,57        |
| 1                    | Anne-Marie Nedelec* |             | DVD         | 2 857        | 63,57        |
| 2                    | Raymond Ganay       |             | FN          | 1 637        | 36,43        |
| 2                    | Christiane Goergen  |             | FN          | 1 637        | 36,43        |
|                      |                     |             |             |              |              |
| Inscrits             | Inscrits            | Inscrits    | Inscrits    | 9 825        | 100,00       |
| Abstentions          | Abstentions         | Abstentions | Abstentions | 4 783        | 48,68        |
| Votants              | Votants             | Votants     | Votants     | 5 042        | 51,32        |
| Blancs               | Blancs              | Blancs      | Blancs      | 334          | 6,62         |
| Nuls                 | Nuls                | Nuls        | Nuls        | 214          | 4,24         |
| Exprimés             | Exprimés            | Exprimés    | Exprimés    | 4 494        | 89,13        |
| * conseiller sortant |                     |             |             |              |              |

### Canton de Poissons
| Candidats            | Candidats             | Partis      | Partis      | Premier tour | Premier tour | Second tour | Second tour |
| Candidats            | Candidats             | Partis      | Partis      | Voix         | %            | Voix        | %           |
| -------------------- | --------------------- | ----------- | ----------- | ------------ | ------------ | ----------- | ----------- |
| 1                    | David Cressely        |             | FN          | 1 405        | 35,52        | 1 656       | 43,62       |
| 1                    | Fanny Thomas          |             | FN          | 1 405        | 35,52        | 1 656       | 43,62       |
| 2                    | Murielle Coindet      |             | DLF         | 379          | 9,58         |             |             |
| 2                    | André Dufour          |             | DLF         | 379          | 9,58         |             |             |
| 3                    | François Barret       |             | PS          | 556          | 14,05        |             |             |
| 3                    | Nicole Samour         |             | PS          | 556          | 14,05        |             |             |
| 4                    | Fabienne Schollhammer |             | UMP         | 1 616        | 40,85        | 2 140       | 56,38       |
| 4                    | Bruno Sido*           |             | UMP         | 1 616        | 40,85        | 2 140       | 56,38       |
|                      |                       |             |             |              |              |             |             |
| Inscrits             | Inscrits              | Inscrits    | Inscrits    | 7 458        | 100,00       | 7 452       | 100,00      |
| Abstentions          | Abstentions           | Abstentions | Abstentions | 3 160        | 42,37        | 3 209       | 43,06       |
| Votants              | Votants               | Votants     | Votants     | 4 298        | 57,63        | 4 243       | 56,94       |
| Blancs               | Blancs                | Blancs      | Blancs      | 216          | 5,03         | 288         | 3,86        |
| Nuls                 | Nuls                  | Nuls        | Nuls        | 126          | 2,93         | 159         | 2,13        |
| Exprimés             | Exprimés              | Exprimés    | Exprimés    | 3 956        | 92,04        | 3 796       | 89,47       |
| * conseiller sortant |                       |             |             |              |              |             |             |

### Canton de Saint-Dizier-1
| Candidats   | Candidats               | Partis      | Partis      | Premier tour | Premier tour | Second tour | Second tour |
| Candidats   | Candidats               | Partis      | Partis      | Voix         | %            | Voix        | %           |
| ----------- | ----------------------- | ----------- | ----------- | ------------ | ------------ | ----------- | ----------- |
| 1           | Luc Hispart             |             | FN          | 2 100        | 47,20        | 2 261       | 52,25       |
| 1           | Laurence Robert-Dehault |             | FN          | 2 100        | 47,20        | 2 261       | 52,25       |
| 2           | Martine Artillon        |             | PCF         | 431          | 9,69         |             |             |
| 2           | Jean-Marc Lasson        |             | PCF         | 431          | 9,69         |             |             |
| 3           | Catherine Corvellec     |             | PS          | 664          | 14,92        |             |             |
| 3           | Roland Daverdon         |             | PS          | 664          | 14,92        |             |             |
| 4           | Ghislaine Delorme       |             | DVD         | 1 254        | 28,19        | 2 066       | 47,75       |
| 4           | Franck Raimbault        |             | DVD         | 1 254        | 28,19        | 2 066       | 47,75       |
|             |                         |             |             |              |              |             |             |
| Inscrits    | Inscrits                | Inscrits    | Inscrits    | 9 381        | 100,00       | 9 381       | 100,00      |
| Abstentions | Abstentions             | Abstentions | Abstentions | 4 629        | 49,34        | 4 607       | 49,11       |
| Votants     | Votants                 | Votants     | Votants     | 4 752        | 50,66        | 4 774       | 50,89       |
| Blancs      | Blancs                  | Blancs      | Blancs      | 208          | 4,38         | 294         | 3,13        |
| Nuls        | Nuls                    | Nuls        | Nuls        | 95           | 2,00         | 153         | 1,63        |
| Exprimés    | Exprimés                | Exprimés    | Exprimés    | 4 449        | 93,62        | 4 327       | 90,64       |

### Canton de Saint-Dizier-2
| Candidats            | Candidats                 | Partis      | Partis      | Premier tour | Premier tour | Second tour | Second tour |
| Candidats            | Candidats                 | Partis      | Partis      | Voix         | %            | Voix        | %           |
| -------------------- | ------------------------- | ----------- | ----------- | ------------ | ------------ | ----------- | ----------- |
| 1                    | Magali Dubois             |             | FN          | 1 156        | 36,63        | 1 115       | 36,85       |
| 1                    | Jean-Claude Magnier       |             | FN          | 1 156        | 36,63        | 1 115       | 36,85       |
| 2                    | Jean-Michel Feuillet      |             | UMP         | 1 488        | 47,15        | 1 911       | 63,15       |
| 2                    | Élisabeth Robert-Dehault* |             | UMP         | 1 488        | 47,15        | 1 911       | 63,15       |
| 3                    | Geneviève Donato          |             | PS          | 512          | 16,22        |             |             |
| 3                    | Dominique Talbot          |             | PS          | 512          | 16,22        |             |             |
|                      |                           |             |             |              |              |             |             |
| Inscrits             | Inscrits                  | Inscrits    | Inscrits    | 7 168        | 100,00       | 7 169       | 100,00      |
| Abstentions          | Abstentions               | Abstentions | Abstentions | 3 851        | 53,72        | 3 962       | 55,27       |
| Votants              | Votants                   | Votants     | Votants     | 3 317        | 46,28        | 3 207       | 44,73       |
| Blancs               | Blancs                    | Blancs      | Blancs      | 101          | 3,04         | 118         | 1,65        |
| Nuls                 | Nuls                      | Nuls        | Nuls        | 60           | 1,81         | 63          | 0,88        |
| Exprimés             | Exprimés                  | Exprimés    | Exprimés    | 3 156        | 95,15        | 3 026       | 94,36       |
| * conseiller sortant |                           |             |             |              |              |             |             |

### Canton de Saint-Dizier-3
| Candidats   | Candidats             | Partis      | Partis      | Premier tour | Premier tour | Second tour | Second tour |
| Candidats   | Candidats             | Partis      | Partis      | Voix         | %            | Voix        | %           |
| ----------- | --------------------- | ----------- | ----------- | ------------ | ------------ | ----------- | ----------- |
| 1           | Rachel Blanc          |             | DVD         | 919          | 27,25        | 1 732       | 55,42       |
| 1           | Mokhtar Kahlal        |             | DVD         | 919          | 27,25        | 1 732       | 55,42       |
| 2           | Chantal Davigot       |             | PS          | 695          | 20,61        |             |             |
| 2           | Dominique Laurent     |             | PS          | 695          | 20,61        |             |             |
| 3           | Marie-Ange Baraniecki |             | PCF         | 491          | 14,56        |             |             |
| 3           | André Prignot         |             | PCF         | 491          | 14,56        |             |             |
| 4           | Stéphane Beaupoil     |             | SIEL        | 1 267        | 37,57        | 1 393       | 44,58       |
| 4           | Catherine Hiéronimus  |             | SIEL        | 1 267        | 37,57        | 1 393       | 44,58       |
|             |                       |             |             |              |              |             |             |
| Inscrits    | Inscrits              | Inscrits    | Inscrits    | 8 316        | 100,00       | 8 319       | 100,00      |
| Abstentions | Abstentions           | Abstentions | Abstentions | 4 775        | 57,42        | 4 867       | 58,50       |
| Votants     | Votants               | Votants     | Votants     | 3 541        | 42,58        | 3 452       | 41,50       |
| Blancs      | Blancs                | Blancs      | Blancs      | 110          | 3,11         | 221         | 2,66        |
| Nuls        | Nuls                  | Nuls        | Nuls        | 59           | 1,67         | 106         | 1,27        |
| Exprimés    | Exprimés              | Exprimés    | Exprimés    | 3 372        | 95,23        | 3 125       | 90,53       |

### Canton de Villegusien-le-Lac
| Candidats            | Candidats           | Partis      | Partis      | Premier tour | Premier tour | Second tour | Second tour |
| Candidats            | Candidats           | Partis      | Partis      | Voix         | %            | Voix        | %           |
| -------------------- | ------------------- | ----------- | ----------- | ------------ | ------------ | ----------- | ----------- |
| 1                    | Delphine Barra      |             | FN          | 1 293        | 30,72        | 1 074       | 23,96       |
| 1                    | Julien Claudon      |             | FN          | 1 293        | 30,72        | 1 074       | 23,96       |
| 2                    | Sylvie Baudot       |             | PS          | 1 477        | 35,09        | 1 572       | 35,07       |
| 2                    | Sylvain Templier    |             | PS          | 1 477        | 35,09        | 1 572       | 35,07       |
| 3                    | Jean-Michel Rabiet* |             | UMP         | 1 439        | 34,19        | 1 837       | 40,98       |
| 3                    | Yvette Rossigneux*  |             | UMP         | 1 439        | 34,19        | 1 837       | 40,98       |
|                      |                     |             |             |              |              |             |             |
| Inscrits             | Inscrits            | Inscrits    | Inscrits    | 7 379        | 100,00       | 7 379       | 100,00      |
| Abstentions          | Abstentions         | Abstentions | Abstentions | 2 862        | 38,79        | 2 708       | 36,70       |
| Votants              | Votants             | Votants     | Votants     | 4 517        | 61,21        | 4 671       | 63,30       |
| Blancs               | Blancs              | Blancs      | Blancs      | 186          | 4,12         | 125         | 1,69        |
| Nuls                 | Nuls                | Nuls        | Nuls        | 122          | 2,70         | 63          | 0,85        |
| Exprimés             | Exprimés            | Exprimés    | Exprimés    | 4 209        | 93,18        | 4 483       | 95,98       |
| * conseiller sortant |                     |             |             |              |              |             |             |

### Canton de Wassy
| Candidats            | Candidats           | Partis      | Partis      | Premier tour | Premier tour | Second tour | Second tour |
| Candidats            | Candidats           | Partis      | Partis      | Voix         | %            | Voix        | %           |
| -------------------- | ------------------- | ----------- | ----------- | ------------ | ------------ | ----------- | ----------- |
| 1                    | Katia Nehlig        |             | FN          | 1 697        | 38,87        | 1 954       | 46,80       |
| 1                    | Stéphane Remenant   |             | FN          | 1 697        | 38,87        | 1 954       | 46,80       |
| 2                    | Laurent Gouverneur  |             | DVD         | 935          | 21,42        | 2 221       | 53,20       |
| 2                    | Anne Leduc          |             | DVD         | 935          | 21,42        | 2 221       | 53,20       |
| 3                    | Nathalie Harmand    |             | DVG         | 632          | 14,48        |             |             |
| 3                    | Éric Krezel*        |             | DVG         | 632          | 14,48        |             |             |
| 4                    | Daniel Monnier      |             | FG          | 306          | 7,01         |             |             |
| 4                    | Angélique Pommier   |             | FG          | 306          | 7,01         |             |             |
| 5                    | Jacques Labarre*    |             | DVG         | 796          | 18,23        |             |             |
| 5                    | Anne-Marie Pasquier |             | DVG         | 796          | 18,23        |             |             |
|                      |                     |             |             |              |              |             |             |
| Inscrits             | Inscrits            | Inscrits    | Inscrits    | 8 420        | 100,00       | 8 420       | 100,00      |
| Abstentions          | Abstentions         | Abstentions | Abstentions | 3 842        | 45,63        | 3 839       | 45,59       |
| Votants              | Votants             | Votants     | Votants     | 4 578        | 54,37        | 4 581       | 54,41       |
| Blancs               | Blancs              | Blancs      | Blancs      | 150          | 3,28         | 310         | 3,68        |
| Nuls                 | Nuls                | Nuls        | Nuls        | 62           | 1,35         | 96          | 1,14        |
| Exprimés             | Exprimés            | Exprimés    | Exprimés    | 4 366        | 95,37        | 4 175       | 91,14       |
| * conseiller sortant |                     |             |             |              |              |             |             |